# Микаел Силвестър
Микаел Сами Силвестър (на френски: Mikaël Samy Silvestre) е бивш френски защитник. Играе еднакво добре като централен защитник и ляв бек, но предпочита да се подвизава в центъра на отбраната.

## Кариера

### Ранна кариера
Преминава през няколко юношески формации преди да подпише с Рен, където си създава име с добрите си изяви. Благодарение на тях е привлечен в Интер, за които играе през сезон 1998/99, но преминава в Манчестър Юнайтед на 10 септември 1999 г.

### Манчестър Юнайтед
За Юнайтед дебютира същата година срещу Ливърпул. След контузия на Рони Джонсън си партнира с Яп Стам в центъра. Успява да се наложи и измества ветерана Денис Ъруин на левия фланг на защитата, като предоставя възможности в защита и в нападение, успявайки да направи няколко асистенции на Рууд ван Нистелрой. С „Червените дяволи“ печели Премиър Лийг четири пъти, два пъти Комюнити Шийлд и по веднъж ФА Къп, Купата на Лигата, Шампионската лига и Междуконтиненталната купа.

### Арсенал
Трансферът в Арсенал е завършен на 20 август 2008 г. Силвестър подписва 2-годишен договор и получава номер 18, носен дотогава от Паскал Сиган.